# Simchat Tora

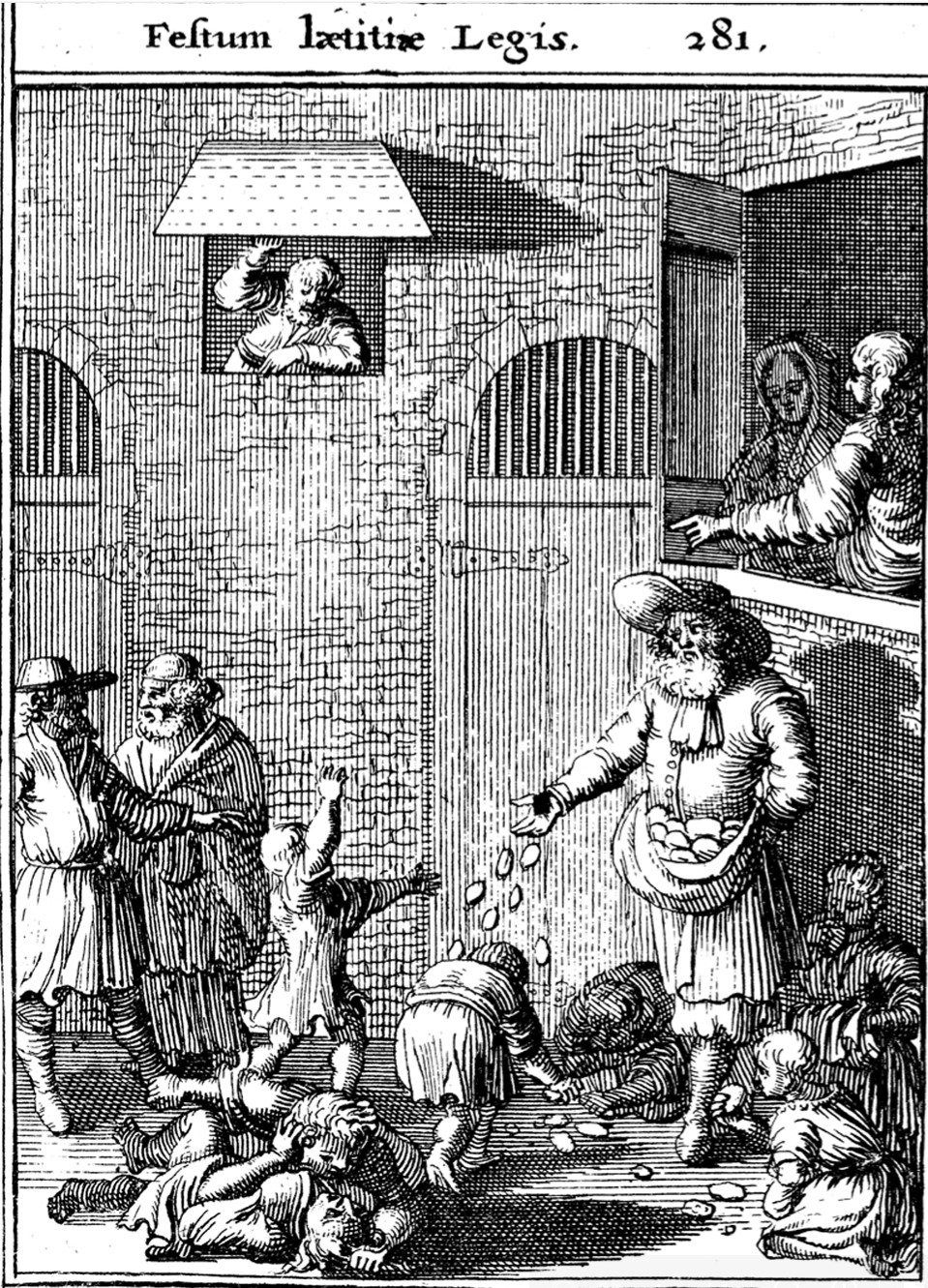
Simchat Tora:
Kindern werden Süßigkeiten zugeworfen, Utrecht 1657

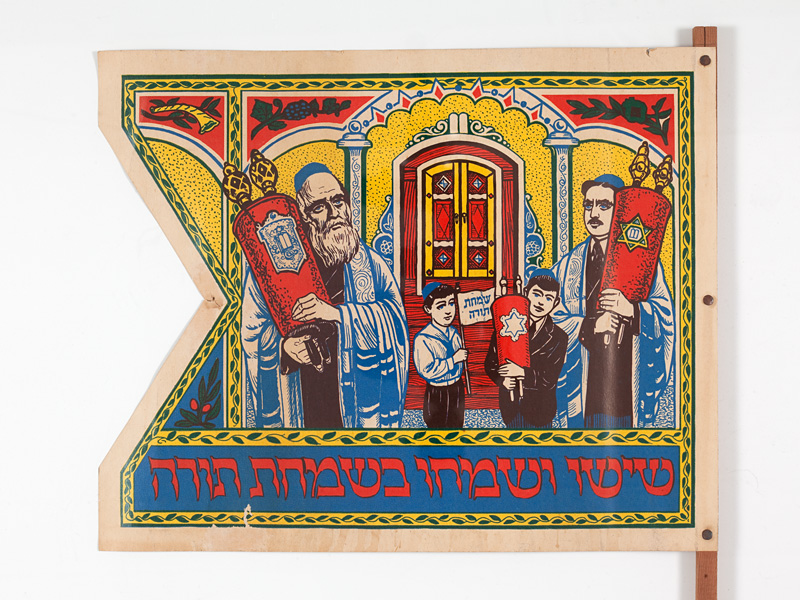
Schwalbenschwanz-Fahne zu Simchat Tora, um 1900, in der Sammlung des Jüdischen Museums der Schweiz.

Simchat Tora (hebräisch שִׂמְחַת תּוֹרָה Freude der Tora, d. h. der Weisung oder Lehre) ist der letzte der jüdischen Feiertage, die mit dem Laubhüttenfest (Sukkot) beginnen. In orthodoxen und konservativen Gemeinden der Diaspora wird er als zweiter Tag des Schemini-Azeret-Festes am 23. Tischri, dem ersten Monat des jüdischen Kalenders, im September oder Oktober gefeiert – in Israel und in denjenigen Reformgemeinden, wo Schemini Azeret nur einen Tag dauert, gleichzeitig mit Schemini Azeret am 22. Tischri. Simchat Tora erfreut sich auch bei weniger religiösen Juden, vor allem bei Familien mit Kindern, großer Beliebtheit. Es beginnt mit dem Segen Schehechejanu.

## Simchat Tora und die Toralesung
Am Simchat Tora wird der Zyklus der Toralesungen erneut begonnen. Mit der letzten Parascha Wesot Habracha aus Devarim endet der alte Zyklus und der neue Zyklus der Lesungen beginnt sogleich mit dem Text aus Bereschit (Gen 1,1-1,3 ).

## Entstehung und Entwicklung
Simchat Tora als eigenständiger Feiertag entstand im Mittelalter, in der Zeit der Gaonim, als sich der jährliche Zyklus für die Vorlesung der Tora durchsetzte. Die Gebräuche, nach denen der Feiertag begangen wird, haben sich über einen längeren Zeitraum entwickelt und unterscheiden sich je nach Ort und Ausrichtung der Gemeinde teilweise erheblich.
Seit dem 14. Jahrhundert wird an diesem Festtag die Vorlesung der Tora, der fünf Bücher Moses, in der Synagoge mit dem letzten Abschnitt des fünften Buches beendet und sogleich wieder mit dem ersten Abschnitt des ersten Buches von neuem begonnen. Etwa gleichzeitig entstand der Brauch, die Torarollen in einer Prozession, Hakafot (Umzüge) genannt, durch die Synagoge zu tragen. Im 16. Jahrhundert wurde es üblich, am Abend des Festes alle Torarollen aus dem Toraschrank zu nehmen und um das Lesepult zu tragen.
Heute werden die Torarollen von den Anwesenden in sieben Hakafot um das Lesepult und durch die Synagoge getragen. Seit der frühen Neuzeit wird dazu getanzt und gesungen, und die Hakafot können entsprechend lange dauern. In einigen Gemeinden wird bereits am Abend aus der Tora vorgelesen.

## Begehung
Während des Vormittagsgottesdienstes werden die Hakafot vor der Toralesung wiederholt. In vielen Gemeinden werden an diesem Tag alle anwesenden erwachsenen Männer, in Reformgemeinden auch Frauen, zur Tora aufgerufen, wobei der entsprechende Toraabschnitt so oft wie erforderlich wiederholt wird, und zum Abschluss werden die Kinder gemeinsam aufgerufen. In den meisten Gemeinden ist es üblich, zwei Gemeindemitglieder, in einigen sephardischen Gemeinden drei oder nur eines, mit dem Aufruf zum letzten und zum ersten Abschnitt der Tora besonders zu ehren. Erstere werden als Chatan oder Kallat Tora (Bräutigam oder Braut der Tora (Gesetz)), letztere als Chatan oder Kallat Bereschit (Bräutigam oder Braut des Anfangs (Genesis)) bezeichnet. Von ihnen wird erwartet, dass sie nach dem Gottesdienst zu einem Empfang einladen und Geld für wohltätige Zwecke der Gemeinde spenden.
Für die Kinder ist Simchat Tora ein besonderer Festtag, an dem sie an den Prozessionen teilnehmen, nach aschkenasischem Brauch mit speziellen Fähnchen, und mit Früchten und Süßigkeiten beschenkt werden.

## Simchat Torah-Termine
Das Datum dieses Tages variiert nach dem gregorianischen Kalender, da der jüdische Kalender immer nach dem Mond neu berechnet wird. Jeder Festtag beginnt am Vorabend, denn im jüdischen Kalender dauert der Tag vom Vorabend bis zum Abend des Tages – nicht von 0 bis 24 Uhr.
| Jüdisches Jahr | Gregorianisches Datum |
| -------------- | --------------------- |
| 5784           | 7. Oktober 2023       |
| 5785           | 25. Oktober 2024      |
| 5786           | 15. Oktober 2025      |
| 5787           | 4. Oktober 2026       |
| 5788           | 24. Oktober 2027      |

## Siehe auch

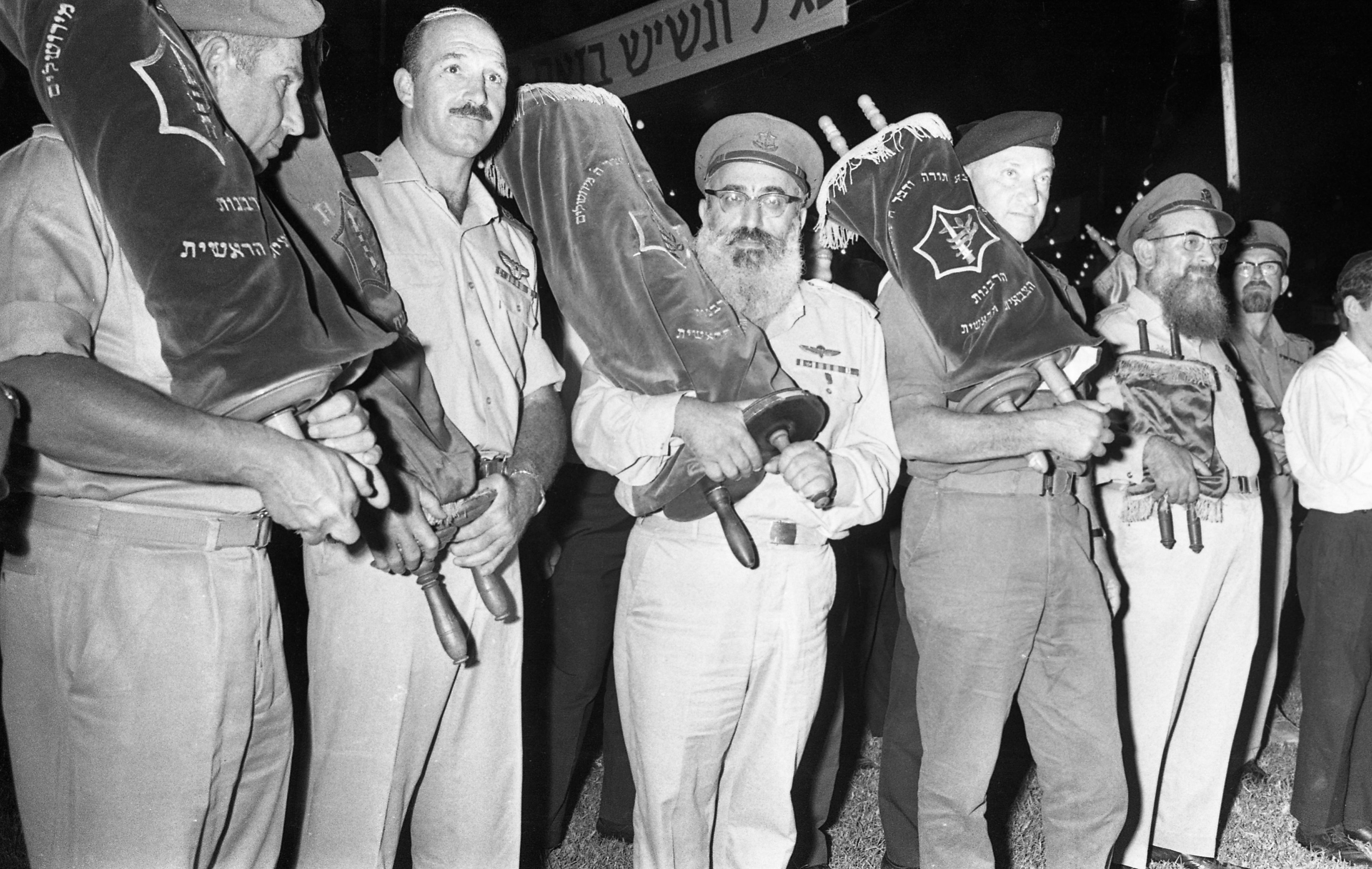
Simchat-Torah-Feier in der israelischen Armee 1969
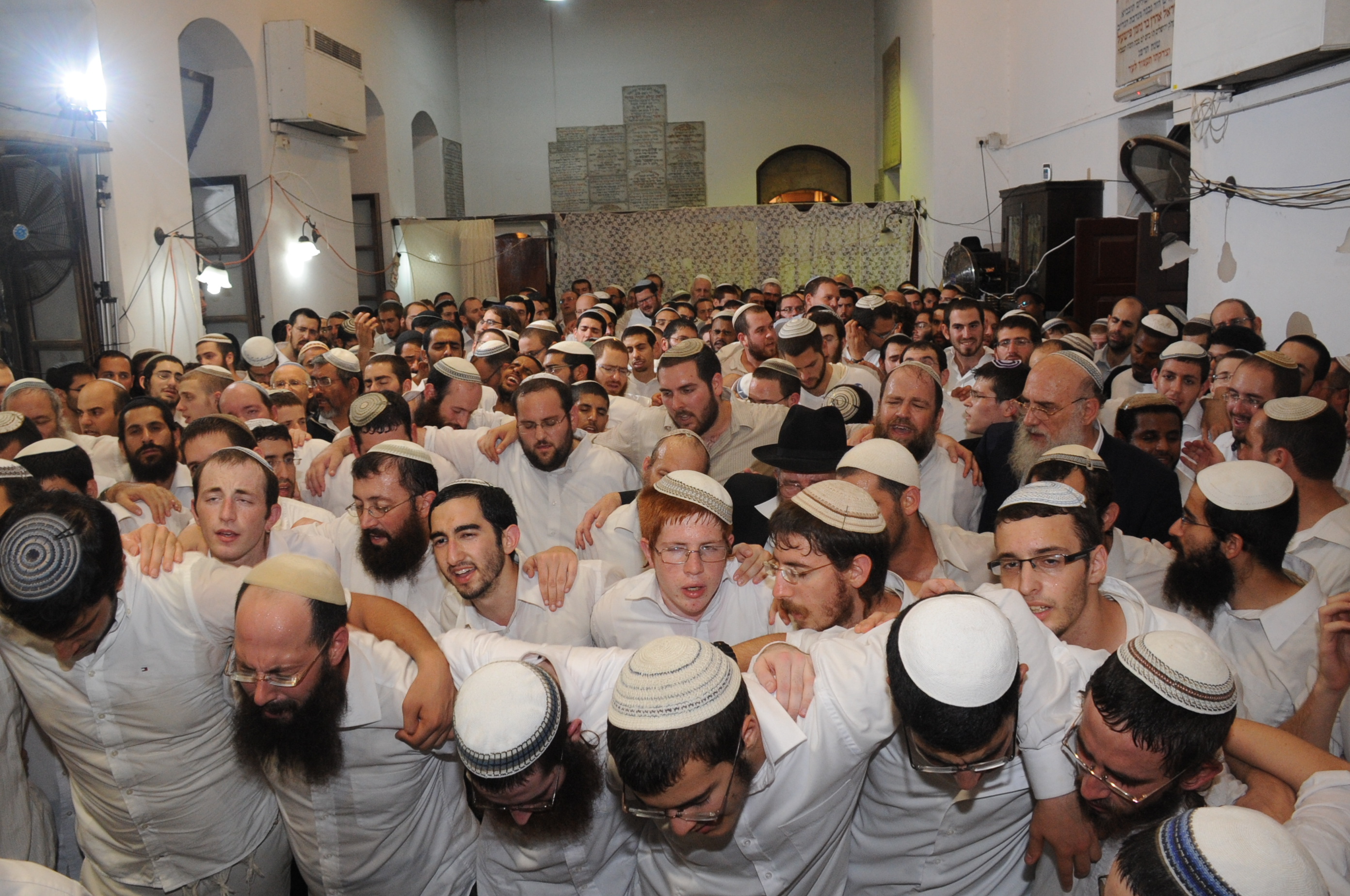
Zweite Runde am Abend von Simchat Tora im Haus von Abraham Isaak Kook